# Grimm-Bürgerdozentur

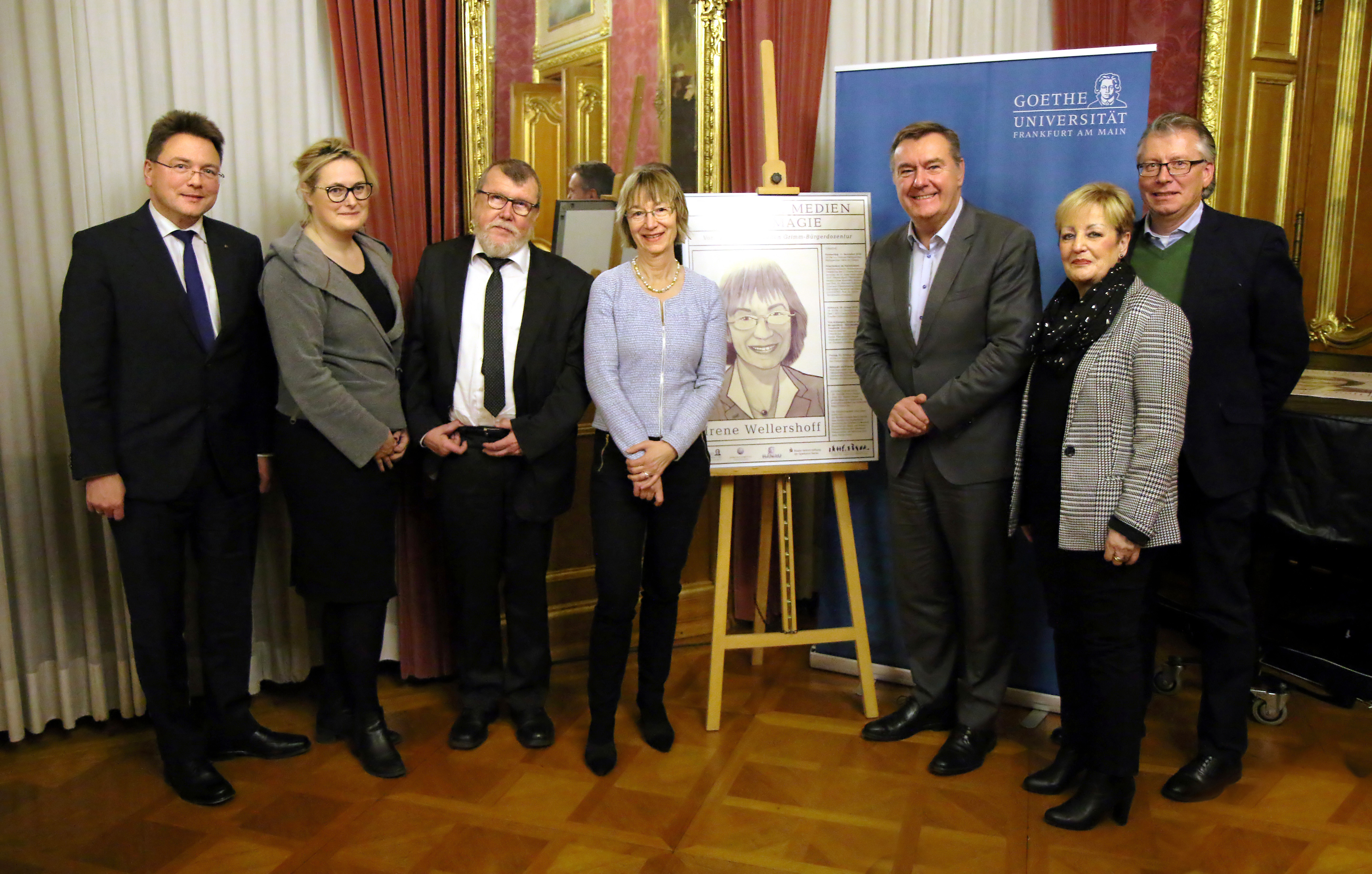
Verleihung der Grimm-Bürgerdozentur 2018 an Irene Wellershoff (4te.v.l.)

Grimm-Bürgerdozentur ist der Name einer Auszeichnung, mit der die Brüder-Grimm-Stadt Hanau und die Universität Frankfurt Personen ehren, die das „Grimm’ sche Leben und Werk für die Gegenwart“ aktualisieren, sichtbar machen und fortwirken lassen. Die Dozentur ist mit einer mehrteiligen Vortragsreihe des Preisträgers an der Universität Frankfurt und im Kulturforum Hanau verbunden.

## Preisträger
- Als erster Preisträger wurde Ende 2016 Tilman Spreckelsen, Literaturredakteur der Frankfurter Allgemeinen Zeitung, geehrt.[4] In zahlreichen Veröffentlichungen habe er seine Recherchen zum Thema Märchen einem breiten Publikum zugängig gemacht und sich um die „Fortwirkung“ der Arbeit der Gebrüder Grimm in der Kinder- und Jugendliteratur  verdient gemacht; gleichzeitig wurde sein eigenes „erzählerisches Talent“ mit dem Preis gewürdigt.[1][5]
- Ende 2018 wurde die ZDF-Redaktionsleiterin, Autorin und Dramaturgin Irene Wellershoff ausgezeichnet. In der Begründung wurde auf die Qualität der von ihr betreuten und verantworteten Märchenverfilmungen der Reihe Märchenperlen ebenso hingewiesen wie auf ihre Erfindung der Kindersendung Siebenstein, mit der sie sich in die "Fernsehgeschichte" eingeschrieben habe; dazu kämen die Restaurierung von historisch wertvollen Lotte-Reiniger-Verfilmungen und ihre eigenen Bücher mit dem Helden Finn als auszeichnungswürdige Arbeiten.[6][7][8]

2020 wurde der Preis nicht vergeben. 
- Am 20. März 2022 erhielt ihn der Illustrator und Kinderbuchautor Sebastian Meschenmoser.[9]
- Am 1. Oktober 2024 erhielt Rafik Schami den Preis.[10][11]

## Hintergrund
Die Auszeichnung wurde durch die Märchenforscherin Dr. Claudia Maria Pecher und den Politologen Martin Hoppe initiiert; sie sollte ab 2016 alle zwei Jahre vergeben werden. Die Übergabe der Preise erfolgte in dem Hanauer Schloss Philippsruhe durch den Hanauer Oberbürgermeister Claus Kaminsky und durch Manfred Schubert-Zsilavecz, Vizepräsident der Frankfurter Universität. Die Grimm-Bürgerdozentur und die zugehörige Vortragsreihe werden unterstützt von der Brüder-Grimm-Stiftung der Sparkasse Hanau, dem Institut für Jugendbuchforschung der Goethe-Universität und der Märchen-Stiftung Walter Kahn.